# Collège électoral germanophone
Le collège électoral germanophone est l'une des trois circonscriptions électorales du Parlement européen en Belgique. Il élit un député par système majoritaire uninominal.
Il s'agit de la plus petite circonscription du Parlement européen, avec un électorat aux élections de 2004 de seulement 46 914 personnes. Avant les élections de 1999, les électeurs de la communauté germanophone votaient au collège électoral francophone, comme le reste de la région wallonne, où ils se trouvent ; ils votent maintenant dans leur propre collège électoral

## Limites
La circonscription correspond à la Communauté germanophone de Belgique.

## Membre du Parlement européen
| Terme | Terme          | Membre         | Fête                          |
| ----- | -------------- | -------------- | ----------------------------- |
|       | 1994 –2014     | Mathieu Grosch | Parti chrétien-social ( PPE ) |
|       | 2014 - présent | Pascal Arimont | Parti chrétien-social ( PPE ) |

## Résultats des élections

### 2019
| Parti | Parti                                     | Groupe EP | Votes  | %     | Changement |
| ----- | ----------------------------------------- | --------- | ------ | ----- | ---------- |
|       | Parti chrétien-social (CSP)               | PPE       | 14.247 | 34,90 | 4,54       |
|       | Écolo                                     | G-EFA     | 6,675  | 16,40 | 0,26       |
|       | ProDG                                     | Aucun     | 5,360  | 13.10 | 0,12       |
|       | Partei für Freiheit und Fortschritt (PFF) | ADLE      | 4,684  | 11,50 | 4,55       |
|       | Parti socialiste (SP)                     | PSE       | 4,655  | 11,40 | 3,71       |
|       | Vivant                                    | Aucun     | 4.550  | 11,16 | 2,55       |
|       | DierAnimal                                | GUE / NGL | 606    | 1,49  | 1,49       |
| Total | Total                                     | Total     | 40,777 |       | -          |

### 2014
| Parti | Parti                                     | Groupe EP | Votes  | %     | Changement |
| ----- | ----------------------------------------- | --------- | ------ | ----- | ---------- |
|       | Parti chrétien-social (CSP)               | PPE       | 11 739 | 30,36 | 1,89       |
|       | Écolo                                     | G-EFA     | 6 440  | 16,66 | 1,08       |
|       | Partei für Freiheit und Fortschritt (PFF) | ADLE      | 6 204  | 16.05 | 4,32       |
|       | Parti socialiste (SP)                     | PSE       | 5 841  | 15.11 | 0,48       |
|       | ProDG                                     | Aucun     | 5 113  | 13,22 | 3,15       |
|       | Vivant                                    | Aucun     | 3 328  | 8,61  | 2,36       |
| Total | Total                                     | Total     | 38 665 |       | -          |

### 2009
| Parti | Parti                                     | Groupe EP | Votes  | %     | Changement |
| ----- | ----------------------------------------- | --------- | ------ | ----- | ---------- |
|       | Parti chrétien-social (CSP)               | PPE       | 12 475 | 32,25 | 10,23      |
|       | Partei für Freiheit und Fortschritt (PFF) | ADLE      | 7 878  | 20,37 | 2,42       |
|       | Écolo                                     | G-EFA     | 6 025  | 15,58 | 5,09       |
|       | Parti socialiste (SP)                     | PSE       | 5 658  | 14,63 | 0,31       |
|       | ProDG                                     | Aucun     | 3 895  | 10.07 | 0,77       |
|       | Vivant                                    | Aucun     | 2 417  | 6,25  | Nouveau    |
|       | Europa de Weirte                          | Aucun     | 328    | 0,85  | Nouveau    |
| Total | Total                                     | Total     | 38 680 |       | -          |

### 2004
| Parti | Parti                                     | Groupe EP | Votes  | %     | Changement |
| ----- | ----------------------------------------- | --------- | ------ | ----- | ---------- |
|       | Parti chrétien-social (CSP)               | PPE       | 15 722 | 42,49 | 6.02       |
|       | Partei für Freiheit und Fortschritt (PFF) | ELDR      | 8 434  | 22,79 | 3.19       |
|       | Parti socialiste (SP)                     | PSE       | 5 527  | 14,94 | 3,52       |
|       | Écolo                                     | G-EFA     | 3 880  | 10,49 | 6,52       |
|       | Parti des Belges germanophones (PDB)      | Aucun     | 3 442  | 9,3   | 0,62       |
| Total | Total                                     | Total     | 37 005 |       | -          |

### 1999
| Parti | Parti                                     | Groupe EP | Votes  | %     | Changement |
| ----- | ----------------------------------------- | --------- | ------ | ----- | ---------- |
|       | Parti chrétien-social (CSP)               | PPE       | 13 456 | 36,47 | 5,18       |
|       | Partei für Freiheit und Fortschritt (PFF) | ELDR      | 7 234  | 19,60 | 0,46       |
|       | Écolo                                     | G-EFA     | 6 276  | 17.01 | +2,11      |
|       | Parti socialiste (SP)                     | PSE       | 4 215  | 11,42 | 1,15       |
|       | Parti des Belges germanophones (PDB)      | Aucun     | 3 661  | 9,92  | 5,59       |
|       | Vivant                                    | Aucun     | 1 198  | 3,25  | Nouveau    |
|       | Tous les autres                           | -         | 860    | 2,16  | -          |
| Total | Total                                     | Total     |        |       | -          |

### 1994
| Fête  | Fête                                      | Groupe EP | Votes  | %     |
| ----- | ----------------------------------------- | --------- | ------ | ----- |
|       | Parti chrétien-social (CSP)               | PPE       | 11 999 | 31,29 |
|       | Partei für Freiheit und Fortschritt (PFF) | ELDR      | 7 690  | 20.06 |
|       | Parti des Belges germanophones (PDB)      | Aucun     | 5 945  | 15,51 |
|       | Écolo                                     | g         | 5 714  | 14,90 |
|       | Parti socialiste (SP)                     | PSE       | 4 820  | 12,57 |
|       | Juropa                                    | Aucun     | 1 969  | 5.14  |
|       | Parti des travailleurs de Belgique (PAB)  | Aucun     | 205    | 0,53  |
| Total |                                           |           |        |       |